# Depurinación

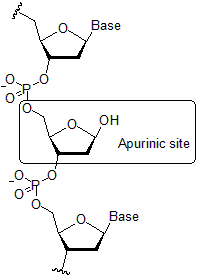
Figura. 1 Estructura química del sitio apurínico presente en un fragmento de ADN monocatenario.

La depurinación es una reacción química de purina desoxirribonucleósidos, desoxiadenosina y desoxiguanosina, y ribonucleósidos, adenosina o guanosina, en la que el enlace β-N- glucosídico se escinde hidrolíticamente liberando una base nucleica, adenina o guanina, respectivamente. El segundo producto de la depurinación de desoxirribonucleósidos y ribonucleósidos es un azúcar, 2'- desoxirribosa y ribosa, respectivamente. Los compuestos más complejos que contienen residuos de nucleósidos, nucleótidos y ácidos nucleicos, también sufren de depurinación. Los desoxirribonucleósidos y sus derivados son sustancialmente más propensos a la depurinación que sus equivalentes ribonucleósidos correspondientes. La pérdida de bases de pirimidina (citosina y timina) ocurre por un mecanismo similar, pero a una tasa sustancialmente menor. 
Cuando la depurinación ocurre con el ADN, conduce a la formación del sitio apurínico y da como resultado una alteración de la estructura. Los estudios estiman que hasta 5.000 purinas se pierden de esta manera cada día en una célula humana típica. En las células, una de las principales causas de depurinación es la presencia de metabolitos endógenos que sufren reacciones químicas. Los sitios apurínicos en el ADN bicatenario se reparan eficientemente mediante porciones de la vía de reparación de escisión de base (BER). Las bases depuradas en el ADN monocatenario que experimenta la replicación pueden conducir a mutaciones, porque en ausencia de información de la cadena complementaria, la BER puede agregar una base incorrecta en el sitio apurínico, lo que resulta en una mutación de transición o transversión.
Se sabe que la depuración desempeña un papel importante en el inicio del cáncer.
La depurinación hidrolítica es una de las principales formas de daño al ADN antiguo en material fósil o subfósil, ya que la base permanece sin reparar. Esto da como resultado tanto la pérdida de información (la secuencia de bases) como las dificultades en la recuperación y la replicación in vitro de la molécula dañada por la reacción en cadena de la polimerasa. 

## Química de la reacción
La depurin|ación no es infrecuente porque la purina es un buen grupo saliente a través del nitrógeno 9N (ver la estructura de una purina). Además, el carbono anomérico es especialmente reactivo frente a la sustitución nucleofílica (haciendo que el enlace carbono-oxígeno sea más corto, más fuerte y más polar, mientras que el enlace carbono-purina es más largo y más débil). Esto hace que el enlace sea especialmente susceptible a la hidrólisis. 
En la síntesis química de oligonucleótidos, la depurinación es uno de los principales factores que limitan la longitud de los oligonucleótidos sintéticos.